# Maxillaria huancabambae
Maxillaria huancabambae là một loài thực vật có hoa trong họ Lan. Loài này được (Kraenzl.) C.Schweinf. mô tả khoa học đầu tiên năm 1945.